# Miguel Jerónimo de Cabrera y Martel
Miguel Jerónimo de Cabrera y Martel o bien Miguel Jerónimo II de Cabrera o Miguel Gerónimo de Cabrera y nacido como Miguel Jerónimo Luis de Cabrera y Martel (Cuzco, e/octubre y diciembre de 1560 - f. Virreinato del Perú, después de 1630) era un hidalgo, encomendero y funcionario hispano-criollo que fue elegido como alcalde ordinario del Cuzco y posteriormente fue designado en el cargo de corregidor de Chilques y Masques.

## Biografía

### Origen familiar y primeros años
Miguel Jerónimo de Cabrera y Martel había nacido entre los meses de octubre y diciembre de 1560 en la ciudad de Cuzco, capital del corregimiento homónimo que a su vez era una dependencia directa del Virreinato del Perú. Era el hijo primogénito del adelantado Jerónimo Luis de Cabrera y Toledo y su esposa Luisa Martel de los Ríos y Mendoza.
Su abuelo materno era el alcalde de primer voto panameño Gonzalo Martel de la Puente y Guzmán, XII señor de Almonaster, y de su esposa Francisca Gutiérrez de los Ríos y Lasso de Mendoza.
Era bisnieto materno del teniente de gobernador general panameño Diego Gutiérrez de los Ríos y Aguayo y de su segunda cónyuge Beatriz Lasso de Mendoza Luna y Saavedra, y por lo tanto, era chozno materno de Íñigo López de Mendoza y Luna, II duque del Infantado, y de su esposa María de Luna y Pimentel.

### Viaje al Tucumán y encomendero de Quilino
Sus hermanos menores Pedro Luis de Cabrera, el segundogénito, y el tercero Gonzalo Martel de Cabrera, junto a su madre Luisa Martel de los Ríos, acompañaron a su padre el gobernador Jerónimo Luis de Cabrera en la expedición con más de ciento veinte hombres hacia el territorio tucumano para cumplir con sus objetivos colonizadores, y de esta forma llegaron a la ciudad de Santiago del Estero el 19 de julio de 1572.
Una vez que sus parientes se instalaron en la gobernación del Tucumán, su padre fundó la nueva ciudad de Córdoba de la Nueva Andalucía el 6 de julio de 1573 y le entregó a su primogénito un solar —que comprendía la mitad de la manzana que en el presente ocupa el monasterio de Santa Catalina sobre la actual calle 27 de abril— para que se quedara a residir en la nueva urbe tucumana.
De esta forma se transformó en un vecino fundador de la ciudad de Córdoba de la Nueva Andalucía y por ende, en un conquistador del Tucumán, y una vez ejecutado su padre el 17 de agosto de 1574, se convirtió en el primer señor de la encomienda de Quilino, la cual pertenecía a Pedro de Villalba que conservó la encomienda de Sumampa.

### Alcalde del Cuzco y corregidor peruano
Posteriormente se volvió a avecindar en el Perú hacia 1587, por lo cual su hermano Pedro Luis de Cabrera lo representaba en el cumplimiento de las obligaciones de encomendero con poder del Cabildo de Córdoba desde el 2 de marzo de 1592. Años después, el gobernador tucumano Fernando Ortiz de Zárate lo expropió de la encomienda de Quilino y se la entregó al hermano Pedro Luis el 17 de enero de 1594, convirtiéndose este último en el segundo señor de la misma.
En los dominios directos de aquel virreinato peruano fue encomendero de Tinta y Mochina, y fue nombrado juez de naturales del Cuzco, y luego como su alcalde ordinario en el año 1596, años después, fue asignado como corregidor de Chilques y Masques o de Paruro en el año 1613, en donde se avecindó.

### Fallecimiento
Miguel Jerónimo de Cabrera y Martel testó el 15 de febrero de 1625, para fallecer después de 1630 en alguna parte del Virreinato del Perú.

## Matrimonio y descendencia
Miguel Jerónimo II de Cabrera se unió dos veces en matrimonio fundando la rama peruana de los Cabrera:
- 1) - En primeras nupcias[11] el 12 de abril[10][8] de 1594[10][8] en Lima[10] con Isabel Gallegos de Noceda[2][8][10] (n. ca. 1574) que también testó el 15 de febrero de 1625,[2] siendo una hija del capitán Diego Gallegos[10] y de su esposa Francisca Álvarez de la Peña,[10] y con quien tuvo cinco[1] hijos:

- Jerónimo Luis de Cabrera y Gallegos (n. Cuzco, 14 de enero de 1596) que fue bautizado el día 16 del mes de nacimiento y posteriormente se casó en el Cuzco el 10 de abril de 1615 con Isabel de Tordoya y Bazán y con la dote construyó la casa solariega de los Cabrera del Cuzco y tuvieron un único hijo llamado Miguel Luis de Cabrera (n. Cuzco, e/ enero y 14 de abril de 1626) que se matrimoniaría en su ciudad natal el 12 de febrero de 1646 con María de Silva y Mendoza, una hija de Diego de Silva y Mendoza, un rico encomendero del Cuzco y mayorazgo de Ciudad Rodrigo, y de su esposa Jerónima de Berrío y Córdova Guzmán.
- Diego Luis de Zúñiga y Cabrera (n. ca. 1598).
- Feliciana de Cabrera y Gallegos de Noceda (n. ca. 1600), que fue monja catalina.
- Isabel de Cabrera (n. ca. 1602).
- Martín de Cabrera (n. ca. 1604).

- 2) - En segundas nupcias hacia 1626[2] en el Cuzco[1] con Isabel de Morales,[1] pero de este enlace no tuvo descendencia.